# Office central SS pour l'économie et l'administration
L’Office central SS pour l'économie et l'administration, en allemand SS-Wirtschafts-Verwaltungshauptamt (WVHA) est une institution créée par le régime nazi et chargée de la gestion des finances, de l'intendance et des opérations commerciales de la SS. Il dirigeait également les camps de concentration nazis et joua un rôle déterminant dans l'organisation du travail forcé et dans l'extermination des Juifs d'Europe.

## Population concentrationnaire et travail forcé
À l'origine, le travail des déportés dans les camps de concentration nazis n'a pas de réelle visée productive ou économique. Certes, des détenus peuvent être affectés à la construction de baraquements, à la cuisine ou à des corvées de fonctionnement du camp, mais les travaux forcés sont surtout composés de tâches inutiles, répétitives et abrutissantes destinées à briser le physique et le moral des déportés. Le cours de la guerre amène les autorités allemandes, et notamment la Direction de la SS pour le Reich (Reichsleitung-SS) à évoluer. À partir de 1937-1938, la Kripo et la Gestapo, qui organisent les arrestations, prennent en compte les capacités de travail des futurs détenus lors des procédures d'internement. Le choix des sites concentrationnaires commence à prendre en compte des considérations économiques. Enfin, en 1938-1939, la Reichsleitung-SS organise, sous l'impulsion d'Oswald Pohl, une véritable activité économique fondée sur l'exploitation directe (création d'entreprises) et indirecte (mise à disposition de déportés) de la main-d'œuvre concentrationnaire.

## Organisation

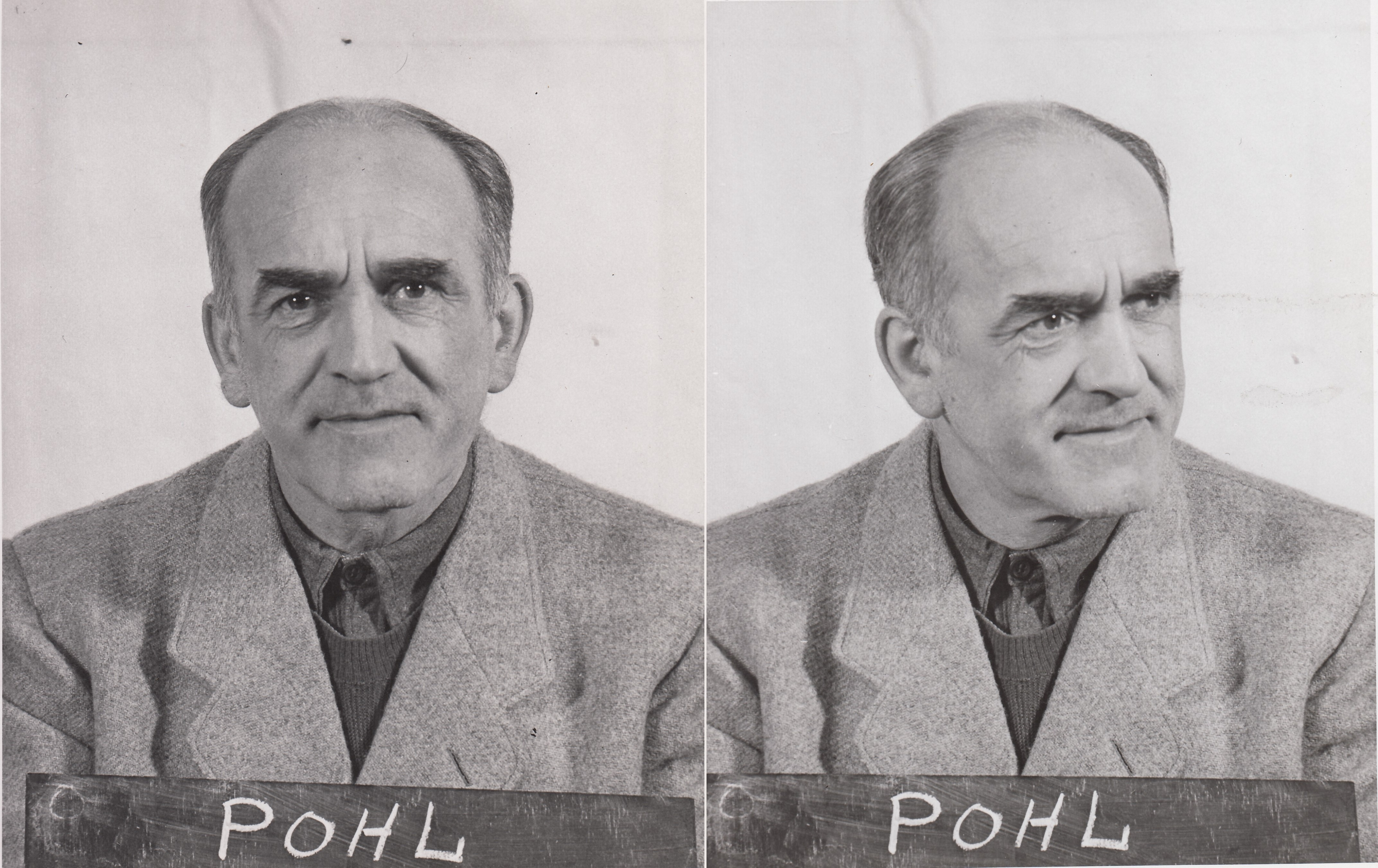
Oswald Ludwig Pohl (30 juin 1892-7 juin 1951), SS Obergruppenführer et général de la Waffen-SS. A la tête du WVHA, Pohl a été l'architecte du système d'exploitation de la main-d'œuvre concentrationnaire au profit de l'effort de guerre nazi. Lors du procès de Nuremberg, il a été condamné à mort, puis exécuté.

L'organisation du travail forcé à visée économique sous le régime nazi doit beaucoup à Oswald Pohl, un protégé de Himmler arrivé rapidement aux sommets de l'État-SS avec le grade d'SS-Obergruppenführer. Pour lui, l'intérêt de la détention est purement  économique : l'exploitation de la main-d'œuvre concentrationnaire prime sur toute autre considération. Par décret du 20 avril 1939, son bureau est élevé au rang d'Office central d'administration et d'économie (Hauptamt verwaltung und Wirtschaft ou HVW). Le même décret lui confie également la direction de l'Office central budget et bâtiment ( Hauptamt Haushalt und bauten ou HHB) au ministère de l'Intérieur.
Le 1er février 1942, la fusion des deux bureaux (HVW et HHB), donne naissance à l'Office central d'administration économique de la SS, le SS-WVHA. À partir de ce moment, la gestion des camps de concentration est profondément modifiée et ceux-ci se transforment en véritables entreprises de location de main-d'œuvre.
Otto Georg Thierack, alors ministre de la Justice, résume la philosophie du régime par l'expression « Vernichtung durch arbeit » (l'extermination par le travail).

« ... la guerre a manifestement changé la structure des camps de concentration et modifié fondamentalement leurs tâches à l’égard de l’utilisation des détenus. La garde des détenus pour les seules raisons de sûreté, de redressement ou de prévention, n’est plus au premier plan. Le centre de gravité s’est maintenant déplacé vers le côté économique. Il faut mobiliser la main-d'œuvre détenue d’abord pour les tâches de la guerre… Le commandant du camp est seul responsable du travail effectué par les travailleurs, ce travail doit être, au vrai sens du mot, épuisant, pour qu’on puisse atteindre le maximum de rendement… Le temps de travail n’est pas limité, la durée dépend de l’organisation du travail dans le camp et est déterminée par le commandant du camp seul. [...] Tout ce qui pourrait abréger la durée du travail (temps de repas, appel, etc.) doit être réduit au strict minimum. Les déplacements et les pauses de midi, de quelque durée que ce soit ayant pour seul but le repas sont interdits. »

— Oswald Pohl, chef de l’Office central économique et administratif.
Lettre à Heinrich Himmler, 30 avril 1942.
(Document R129 numéro RF 348 - Archives du procès de Nuremberg)
Armements, équipements, bases sous-marines, chantiers navals, mines, chimie, pétrochimie, fortifications, construction, déblaiement, déminage... tous les secteurs de l'effort de guerre accèdent, à travers des contrats passés avec la SS, à cette main-d’œuvre gratuite, corvéable, renouvelable et interchangeable, mise à la disposition de l’économie de guerre du Reich.

## Structure
Le WVHA compte cinq départements principaux :
- Amtsgruppe A, Administration des troupes : Affaires juridiques et financières, dirigé par August Frank
- Amtsgruppe B, Économie des troupes : Approvisionnement et équipement, dirigé par Georg Lörner
- Amtsgruppe C, Construction : Constructions et travaux, dirigé par Hans Kammler
- Amtsgruppe D, Camps de concentration, dirigé par (Richard Glücks). Anton Kaindl y est chef du bureau IV, avant d'être nommé commandant du camp de Sachsenhausen en 1942[Note 1].
- Amtsgruppe W, Affaires économiques, dirigé par Oswald Pohl

Le WVHA est également impliqué dans de nombreuses opérations commerciales, qui font suite à des initiatives remontant au milieu des années 1930. Y comptent des individus tel que Friedrich Engelke (1900-1981, Hanovre), responsable à Paris.

## L'exploitation économique de la Shoah
Le WVHA, en collaboration avec le ministre de l'Économie Walther Funk, supervise les aspects financiers de la Shoah. Sous sa responsabilité, les déportés sont dépouillés de tous leurs objets de valeur : montres, bijoux, lunettes, argent en espèces et même dents en or arrachées aux cadavres. Les objets sont envoyés à la Reichsbank afin d'alimenter les finances de la SS. Même les cheveux des déportées sont commercialisés pour être transformés en feutre. Entre août 1942 et janvier 1945, 76 convois du WVHA arrivent à Berlin.
En 1947, lors du procès Pohl à Nuremberg, l'importance des activités du WVHA, qui ont brassé des millions de Reichsmark, est mise en évidence, notamment sur la base des notes échangées entre Odilo Globocnik et Heinrich Himmler.